# Санта Мария Новела
„Санта Мария Новела“ (на италиански: Basilica di Santa Maria Novella) е римокатолически християнски храм, разположен във Флоренция – столицата на италианския регион Тоскана. Сградата е първата голяма базилика в града и е главната доминиканска църква във Флоренция.
Изпълнението на главната фасада по проект на Леон Батиста Алберти се превръща в един от еталоните за ренесансовата архитектура. Храмът и прилежащият манастир съдържат изобилие от безценни произведения на изкуството и гробници на исторически значими личности.

## История
Църквата е наречена Новела (Нова), тъй като е построена на мястото на съществуващ от IX век параклис, носещ също името Санта Мария. Когато теренът е прехвърлен на Доминиканския орден през 1221 г., духовниците решават да построят нов голям храм с прилежащ към него манастир.
Църквата е проектирана в романски стил от двамата доминикански монаси – Фра Систо Фиорентино и Фра Ристоро да Кампи. Строителството започва в средата на XIII век (около 1246 г.) и е приключено към 1360 г. заедно с романско-готическата камбанария, под надзора на монаха Якопо Таленти. По това време екстериорно е напълно завършена само долната част на главната фасада в тоскански готически стил. Тя съдържа един главен и два странични портала, обрамчени с арки. Останалата площ по протежение на фасадата е заета от слепи ниши, съдържащи гробниците на флорентински аристократи, с островърхи готически арки, облицовани с раирана шарка от бял и зелен мрамор. Същият архитектурен ритъм е приложен и по продължаващите стени, ограждащи стария църковен двор. Освещаването на „Санта Мария Новела“ се извършва чак през 1420 г.
По поръчка на видния заможен флорентинец Джовани ди Паоло Ручелай, търговец на текстил, в периода 1456 – 1470 г. е осъществено цялостното завършване на главната фасада. Проектът е изготвен от бележития ренесансов архитект Леон Батиста Алберти, който проектира за същия възложител и фасадата на двореца „Палацо Ручелай“ във Флоренция. Надписът във фриза под фронтона е посветен на мецената и гласи: IOHAN(N)ES ORICELLARIUS PAU(LI) F(ILIUS) AN(NO) SAL(UTIS) MCCCCLXX (Джовани Ручелай син на Паоло в благословенната година 1470).
През 1567 г. Великият херцог на Тоскана Козимо I де Медичи възлага на архитекта Джорджо Вазари първата реконструкция на храма след неговото окончателно завършване. Преустройството включва премахване на оригиналния иконостас и вътрешните балкони (галерии) и устройването на шест капели между големите колони. През 1572 г. Иняцио Данти (астрономът на Козмо I) добавя към главната фасада сферичен астролаб и гномон. В периода 1858 – 1860 г. е извършено второ преустройство по проект на Енрико Ромоли.
По времето на Козмо I площадът пред църквата започва да се използва за състезания с колесници. Надпреварата се превръща в обичай, който се провежда от 1563 г. до края на XIX век. Двата обелиска на площада са маркирали началото и финала на трасето.

## Капели
Главната капела на „Санта Мария Новела“ първоначално е изписана в средата на ХІV век от Андреа Орканя. През 1357 г. стените на капелата са силно повредени от пожар, вероятно причинен от мълния. До края на ХV век стенописите на Орканя поради течове и влага са компрометирани дотолкова, че поправянето им става невъзможно. През 1485 г. патронажът над капелата е придобит от влиятелния флорентински банкер Джовани Торнабуони, брат на майката на Лоренцо де Медичи На 1 септември 1485 г. Джовани Торнабуони подписва договор с Доменико Гирландайо за изписването на капелата с цикъл фрески от живота на Богородица и Свети Йоан Кръстител, покровител на дарителя и на град Флоренция. Гирландайо работи по стенописите през 1485 – 1490 г., подпомогнат от творците от неговата художествена работилница, сред които са братята му Давид и Бенедето, зет му Себастиано Майнарди и вероятно младият Микеланджело Буонароти. Работите в капелата продължават до март 1491 г., като по късно в нея са поставени и витражи със стъклописи, направени също по проект и рисунки на Доменико Гирландайо.
Цялостното оформление на капелата е завършено от олтар, включващ олтарната картина „Мадона в слава със светци“, а на обратната страна – картината „Възкресението на Христос“. Двете олтарни картини са заобиколени с дървени пана с изписани образи на светци, част от тях са изгубени, две пана са унищожени през Втората световна война, и до днес са запазени само четири от тях. В началото на ХІХ век олтарът е разчленен на отделни части, които са продадени на антикварния пазар. Днес оцелелите части от него се съхраняват в Берлинската картинна галерия, Старата пинакотека в Мюнхен, Музея за изящни изкуства в Будапеща и в колекцията на Фондация „Маняни-Рока“ в Траверсетоло.

## Художници
Авторите, създали призведения за църквата и манастира, са:
- Сандро Ботичели – сцената Рождество Христово над вратата
- Бачо Д`Аньоло – дърворезби
- Аньоло Брондзино – Чудеса на Христос
- Филипо Брунелески – Разпятие (между 1410 и 1425)
- Тино да Камайно – Бюст на св. Антоний (керамика); Гробницата на епископа на Фиезоле
- Нардо ди Чионе – фреските от цикъла „Съд Божи“
- Дучо ди Буонинсеня – Мадона Ручелай
- Лоренцо Гиберти – надгробната плоча на Леонардо Дати (1423)
- Доменико Гирландайо – стенописи в Капела „Торнабуони“ (края на XV век); проект за витражен прозорец
- Филипо Липи – стенописи в Капела „Строци“; витражен прозорец
- Бенедето да Маяно – Гробницата на Филипо Строци (1491) в задната част на „Капела Строци“.
- Джакомо Маркети: Мъченичеството на св. Лаврентий.
- Мазачо – Светата Троица
- Нино Пизано – Мадоната и Младенеца (1368)
- Бернардо Роселино – Паметник на блажената Вилана (1451)
- Санти ди Тито – Възкресението на Лазар
- Паоло Учело – стенописи в манастира
- Джорджо Вазари – Мадоната с броеницата (1568)